# Fotografia pós-morte

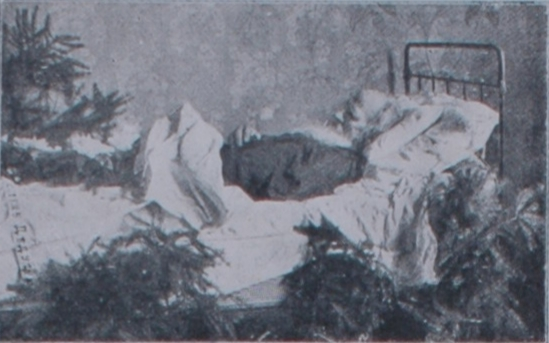
Fotografia pós-morte de Liev Tolstói sob sua cama.

Fotografia Pós-Morte (ou fotografia Post-Mortem) é a arte de fotografar os mortos, fato que acontecia na Era Vitoriana especificamente no final do século XIX. A fotografia pós-morte era uma maneira barata para as pessoas que não tinham muitas condições financeiras pudessem imortalizar seus entes queridos mortos, principalmente as crianças.
A taxa de mortalidade infantil era significativamente alta nesse período, e as fotografias post-mortem eram geralmente as únicas fotografias que uma criança teria. Os corpos eram geralmente colocados em posição natural como sentado em uma cadeira ou no sofá, e os olhos eram abertos para dar ilusão de vida. Se o morto era uma criança, a mãe muitas vezes era fotografada com ele, às vezes até carregando o corpo nos braços. Em algumas circunstâncias, os olhos do morto permaneciam fechados, e o corpo era posto em uma cama, como se estivesse em sono profundo. Apesar da mórbida natureza das fotografias, esses retratos eram geralmente um trabalho simples para o fotógrafo. Os corpos sempre se provavam perfeitos para fotografias, parados o suficiente para eliminar os borrões dos movimentos dos vivos e reter os detalhes intrincados dos rostos. Esse feito, combinado com a posição que parecia dar vida aos corpos, às vezes ofuscava os vivos nos retratos.